# Place Alfred-Dreyfus
La place Alfred-Dreyfus est une voie du 15e arrondissement de Paris, en France.

## Situation et accès
La place Alfred-Dreyfus est une voie publique située dans le 15e arrondissement de Paris. Elle commence avenue Émile-Zola et finit rue Violet et rue du Théâtre.

## Origine du nom
Cette place porte le nom d'Alfred Dreyfus (1859-1935), officier français victime d'une erreur judiciaire qui est à l'origine d'une crise politique majeure des débuts de la IIIe République : l'affaire Dreyfus.

## Historique
Cette place a pris son nom actuel le 5 juillet 2000.

## Bâtiments remarquables et lieux de mémoire
Une stèle à la mémoire d'Émile Zola, érigée en 1985, reprend les mots de l'écrivain :
« La vérité est en marche

et rien ne l'arrêtera.

Qui souffre pour la vérité et la justice

devient auguste et sacré…

… il n'est de justice que dans la vérité

Il n'est de bonheur que dans la justice »
Si la première phrase fait partie du texte intitulé « J'accuse… ! » (1898), la seconde semble être tirée de « La vérité en marche » (1901) et la dernière conclut la troisième partie des Quatre Évangiles (1898-1902).
L'envers du monument est orné d'un médaillon d'Émile Zola par Costas Spourdos, qui le signe « C G SPOURDOS ».